# Zoltán Kovács
Zoltán Kovács (24 de setembro de 1973) é um diretor de futebol e ex-jogador húngaro que atuava como atacante. Kovács começou a carreira no MTK e chegou a jogar em clubes como BVSC e Pécs antes de ir para o Újpest, onde ele ficou a maior parte da sua carreira. Também passou por LB Châteauroux, PAOK, Shenzhen e encerrou a carreira em 2008, no Győri ETO FC.

## Diretoria
Desde janeiro de 2022, Kovacs ocupa o cargo de consultor-chefe na diretoria do Újpest, função na qual auxilia o presidente em atividades relacionadas à contratação de jogadores.

## Honrarias
- Nemzeti Bajnokság I - Vice-campeão: 1997, 2006
- Nemzeti Bajnokság I - Terceiro lugar: 1999
- Chinese Super League - Campeão: 2004
- CSL Cup - Vice-campeão: 2004